# Eloeophila aldrichi alticrista
Eloeophila aldrichi alticrista is een ondersoort van de tweevleugelige Eloeophila aldrichi uit de familie steltmuggen (Limoniidae). De soort komt voor in het Nearctisch gebied.